# Scale AI
Scale AI, Inc. is een Amerikaans bedrijf dat zich bezighoudt met kunstmatige intelligentie en is gevestigd in San Francisco, Californië. Het levert datalabeling- en modelevaluatieservices om toepassingen voor kunstmatige intelligentie te ontwikkelen.
De onderzoeksafdeling van het bedrijf, het Safety, Evaluation and Alignment Lab (SEAL), richt zich op het evalueren en uitlijnen van grote taalmodellen, onder meer via initiatieven zoals Humanity's Last Exam, een benchmark die is ontworpen om geavanceerde AI-systemen te beoordelen op uitlijning, redeneervermogen en veiligheid. Scale AI besteedt het labelen van data uit via haar dochterondernemingen Remotasks, dat zich richt op computer vision en zelfrijdende voertuigen, en Outlier, dat zich richt op data-annotatie voor grote taalmodellen.
Tot de klanten van Scale AI in de commerciële sector behoren onder meer Etsy, General Motors, OpenAI, PayPal, Pinterest, Samsung, Toyota en Uber. 
Het bedrijf werkt ook aan meerdere militaire projecten samen met regeringen over de hele wereld, waaronder de Verenigde Staten. Het werkt ook samen met Qatar om de efficiëntie van de sociale programma's daar te verbeteren.
Op 28 maart 2025 werd gemeld dat Scale AI een beurswaarde van maar liefst $25 miljard nastreefde in een potentieel openbaar bod. In juni 2025 nam Meta een belang van 49% in Scale AI voor 14,3 miljard dollar.

## Geschiedenis
Scale werd in 2016 opgericht door Alexandr Wang en Lucy Guo via Y Combinator. Het duo werkte eerder samen bij Quora. Tot de eerste investeerders van Scale behoorden Dragoneer Investment Group, Tiger Global Management en Index Ventures. Twee jaar later, in 2018, werd Lucy Guo ontslagen.
In augustus 2019, nadat Peter Thiels Founders Fund een investering van $ 100 miljoen had gedaan in Scale, overtrof de beurswaarde $1 miljard en het verkreeg de status van eenhoorn.
Scale sloot in 2020 een contract met het Amerikaanse ministerie van Defensie.
In mei 2021 trad Michael Kratsios, Chief Technology Officer van de Verenigde Staten onder de regering van Trump, toe tot Scale AI als managing director en hoofd strategie.
In juli 2021 had Scale een beurswaarde bereikt van $ 7 miljard, na een financiering onder leiding van Greenoaks, Dragoneer Investment Group en Tiger Global Management. Er was een toenemende vraag naar datalabeling van klanten in verschillende sectoren.
In februari 2022 ontwikkelde Scale AI zijn geautomatiseerde schade-identificatieservice als reactie op de Russische inval in Oekraïne. Er werden satellietbeelden geanalyseerd, waarbij de schade aan de gebouwen werd gemeten. Deze werden vervolgens ge-geotagd en gerapporteerd aan humanitaire groepen.
In januari 2023 ontsloeg Scale 20% van zijn personeel.
In mei 2023 tekende Scale AI een overeenkomst met het XVIII Airborne Corps van het leger en het werd daarmee het eerste AI-bedrijf dat zijn grote taalmodel (bekend als Donovan) op een geclassificeerd netwerk implementeerde.
In augustus 2023 werd het evaluatieplatform van Scale AI gebruikt op DEF CON, een hackersconventie, tijdens het eerste generatieve AI red team-evenement, waarbij modellen werden getest die door verschillende bedrijven waren geleverd.
In december 2023 behoorde Scale AI tot de lijst van bedrijven die een bijdrage leverden aan het Purple Llama-initiatief van Meta Platforms, een beveiligingsraamwerk voor de ontwikkeling van open generatieve AI-modellen.
In februari 2024 werd Scale AI door het Ministerie van Defensie geselecteerd om zijn grote taalmodellen voor militaire doeleinden te testen en te evalueren onder een contract van een jaar.
In maart 2024 bereikte Scale een beurswaarde van bijna $ 13 miljard nadat Accel een nieuwe financieringsronde leidde. In mei 2024 haalde Scale nog eens 1 miljard dollar op met nieuwe investeerders, waaronder Amazon en Meta Platforms. De beurswaarde ervan bedroeg 14 miljard dollar.
In december 2024 werd Scale aangeklaagd door een voormalige werknemer, die het bedrijf beschuldigde van loonfraude en het onjuist classificeren van werknemers. De volgende maand spande een tweede werknemer een rechtszaak aan tegen het bedrijf, waarbij hij soortgelijke beweringen aanvoerde. In januari 2025 hebben diverse aannemers Scale aangeklaagd wegens vermeende psychische schade als gevolg van blootstelling aan toxisch materiaal, zoals inhoud met betrekking tot geweld en kindermishandeling.
In januari 2025 werd in The Conversation gemeld dat Scale AI en Meta eerder hadden samengewerkt om Defense Llama te creëren en te verkopen, een groottaalmodelproduct met militaire defensiedoeleinden. Het bedrijf plaatste ook een advertentie over een hele pagina in The Washington Post, waarin het een beroep deed op de Amerikaanse president Donald Trump om "de AI-oorlog te winnen". Later die maand gingen Scale AI en het Center for AI Safety een partnerschap aan om Humanity's Last Exam uit te brengen, een benchmarktest voor AI-systemen. Het bedrijf heeft ook geholpen bij de ontwikkeling van de benchmarks EnigmaEval, MultiChallenge en MASK.
In februari 2025 ging Scale AI akkoord met een partnerschap van vijf jaar met de Qatarese regering om de overheidsdiensten te verbeteren via op AI gebaseerde hulpmiddelen en trainingen, waaronder voorspellende analyses, automatisering en geavanceerde data-analyses. De overeenkomst werd ondertekend op de Web Qatar 2025-top door Mohammed bin Ali bin Mohammed Al Mannai, de Qatarese minister van Communicatie en Informatietechnologie. Ook in februari werd het bedrijf een externe evaluator van AI-modellen voor het Amerikaanse AI Safety Institute.
In maart 2025 sloot Scale AI een overeenkomst met het Amerikaanse ministerie van Defensie om het Thunderforge-project te ontwikkelen. Het project wil AI gebruiken om "bewegingen van schepen, vliegtuigen en andere middelen te plannen en uit te voeren", met als doel militaire beslissingen te versnellen, zowel in vredes- als in oorlogstijd. Het contract werd door de Defense Innovation Unit toegekend aan Scale AI en andere bedrijven (zoals Anduril Industries en Microsoft) en is bedoeld om eerst te worden gebruikt bij USINDOPACOM en EUCOM.
In april 2025 bracht Scale AI Scale Evaluation uit, een platform dat gebruikt wordt om grote taalmodellen te testen aan de hand van benchmarks om zwakke punten te identificeren en aan te geven waar aanvullende trainingsdata het model zouden kunnen verbeteren.
Op 10 juni 2025 werd gemeld dat Meta akkoord was gegaan om een belang van 49% te nemen in Scale AI voor 14,8 miljard dollar. Wang zal naar verluidt als onderdeel van de deal een toppositie binnen Meta bekleden.

## Remotasks
In 2017 heeft Scale AI Remotasks opgericht, een crowdworkingplatform ter ondersteuning van de creatie van gelabelde data voor machinaal leren, met name op gebieden zoals computer vision en autonome voertuigen. Het dochterbedrijf heeft vestigingen in Zuidoost-Azië en Afrika.
In 2019 richtte Scale AI een bedrijf op genaamd Smart Ecosystem Philippines om Remotasks in de Filippijnen te exploiteren. Op de Filipijnen zijn veel van de mensen die Remotasks inhuurt freelancers die niet onder de arbeidswetgeving vallen. De beloning voor sommige annotatietaken daalde tot minder dan één cent als gevolg van de "hevige concurrentie" nadat Remotask zich had uitgebreid naar India en Venezuela. Te late betalingen zijn naar verluidt "gewoon", en sommige werknemers ontvingen slechts een paar procent van de hun beloofde compensatie. In 2022 stelde een onderzoek door de Universiteit van Oxford vast dat Remotasks slechts in twee van de tien criteria voldeed aan de "minimumnormen voor eerlijk werk".
Remotasks is bekritiseerd omdat het zijn banden met Scale AI verhult, de communicatie ondoorzichtig is en er in sommige regio's plotse veranderingen waren in de toegang van werknemers. Begin 2024 beëindigde het platform de activiteiten in verschillende landen, waaronder Kenia, Nigeria en Pakistan, onder verwijzing naar administratieve en operationele overwegingen.

## Outlier
Outlier is een apart platform voor bijdragers dat wordt beheerd door Scale AI en is ontworpen voor generatief AI-datawerk, met name bij de ontwikkeling en verfijning van grote taalmodellen (LLM's).